# Johannes Michaelis Cuprimontanus
Johannes Michaelis Cuprimontanus, född i Stora Kopparbergs socken, död 1612 i Stora Kopparberget, var en svensk präst och riksdagsledamot.

## Biografi
Johannes Michaelis Cuprimontanus var son till Michael Erici Helsingius, kyrkoherde i Stora Tuna. Han var först kapellan hos sin far, för att vid dennes pensionering 1578 efterträda honom. På grund av sin medverkan i Näftåget drabbades han av folkets missnöje, och skildes därför från sin tjänst. Olaus Stephani Bellinus hjälpte honom 1600 till kyrkoherdesbefattningen i Nora socken, men redan efter tre år där tvingades han fly undan pesten. Han återvände då till Stora Kopparberg där han framöver ägnade sig åt bergsbruk i Kämparvet. 
1577 var han en av undertecknarna till Johan III:s liturgi, men ändrade sig och undertecknade sedan beslutet från Uppsala möte. Han var fullmäktig för Västerås stift vid riksdagen 1590 och riksdagen 1594.
Johannes hustru var dotter till Gävles borgmästare Bertil Larsson och, enligt Jan Eurenius Malin Andersdotter av släkten Grubb och Bureätten. De hade många barn av vilka flera stannade inom bergsbruket. Dottern Anna blev stammoder till ätten Silfverström såsom hustru till Lydert Otto, samt mor till Ægidius Otto.